# Сушко Костянтин Іванович
Костянти́н Іва́нович Сушко (нар. 5 жовтня 1946 року в селі Бабина, Верхньорогачицького району, Херсонської області) —український письменник-прозаїк, публіцист і журналіст, член Національної спілки письменників України та Національної спілки журналістів України, лауреат премії імені І.Франка.

## Біографія
Костянтин Сушко народився 5 жовтня 1946 року в селі Бабина, Верхньорогачицького району, Херсонської області, у сім'ї колгоспників. 1962 року виїхав до Запоріжжя. Там закінчив середню школу. Працював теслею, токарем, формувальником. З 1965-го по 1968 роки служив у радянському війську. Звільнившись у запас, працював слюсарем-складальником, згодом закінчив філологічний факультет Запорізького державного педагогічного інституту зі спеціальності «Російська мова та література».
Із 1972-го — на журналістській роботі. Працював кореспондентом, старшим кореспондентом, завідувачем відділу газети «Комсомолець Запоріжжя», редактором багатотиражної газети «Днепростроевец». 1989 року започаткував першу в області щотижневу профспілкову газету «Выбор», де вперше у засобі масової інформації  радянського періоду замість гасла "Пролетарии всех стран содиняйтесь!", значилося "Единство. Демократия. Гуманизм". 1992—1999 — головний редактор газети «Запорозька Січ». Звільнений з посади рішенням компартійної більшості депутатів Запорізької міськради за порушення трудової дисципліни, що проявилося у відмові народному депутатові  (від компартії Петра Симоненка) Верховної Ради України Павлові Бауліну друкувати його  статтю сепаратистського змісту. З 1999—2005 — на творчих хлібах. З березня 2005 року по жовтень 2007-го — генеральний директор Національного заповідника «Хортиця». За директорства К.Сушка створено потужний підрозділ для охорони заповідника, капітально, за європейськими зразками відремонтовано Музей запорозького козацтва й адміністративний будинок, зведено історико-культурний комплекс "Запорозька Січ", суто за його особистою ініціативою  обладнано туристично-меморіальний маршрут "Тарасова Стежка" (1843 року на Хортиці побував Тарас Шевченко) та меморіально-туристичні комплекси "Протовче", "Скіфський стан", розпочато берегоукріплювальні роботи, отримано Державного акта на право розпоряджатися усією землею Хортиці та прилеглими островами. Звільнення К.Сушка з посади гендиректора стало результатом змови представників певних політичних сил та бізнесових структур, які  були невдоволені значним пожвавленням  розбудови заповідника, а також воліли  мати Хортицю під своїм впливом. Наказ про звільнення, підготовлений з порушенням ряду вимог трудового законодавства, підписав  міністр культури України Ю.Богуцький. К.Сушко подав касаційну скаргу до Печерського суду міста Києва, послідовний розгляд якої мав неухильно привести до поновлення на посаді гендиректора, та несподіване замовне кримінальне переслідування, яке тривало шість років, стало тому на заваді. Опинившись на пенсії, К.Сушко повністю віддався  літературній роботі.
Друкувався в газетах «Червоний промінь», «Ленинское знамя», «Комсомолець Запоріжжя», «Индустриальное Запорожье», «Запорізька правда», «Молодь України», «Комсомольское знамя», «Комсомольская правда», «Радянська Україна», «Правда Украины», «Сільські вісті», «Известия», «Україна молода», «Дзеркало тижня», «День», «Слово Просвіти», «Літературна Україна», "Українська літературна газета"; в журналах «Вітчизна», «Україна», «Київ», «Ранок», «Наука і суспільство», «Рідна природа», «Хортиця», «Свята справа», «Журналіст України», «Журналист», «Вокруг света»...
Автор книжок
«Міраж» (1978), «Заповедное Запорожье» (1981), «Все могло быть иначе" (1984), "Наедине с Хортицей" (1986), «В степи заповедной» (1988), «По Хортице» (1989), «Поздняя тропа» (1989), «Час сподівань» (1992), «Вітер — на крила» (1994), «Хортица открывает тайны» (1999), «Острів Хортиця» (2001), «Двоє серед тиші» (2002), «Тени забытых городов» (2003), «Стежка на Хортиці» (2004), «Я вибираю Хортицю» (2004), «Віщий Степ» (2004), «Дев'ять молитов у серпні» (2006), «Наодинці з Хортицею» (2-ге видання, українською мовою, 2007), «Зелений Мій Дім» (2008), «Бентежна Хортиця» (2008), «Князь Дмитро Вишневецький та інше…» (2009), «Інспектор Хорс» (2010), «Ойкумена» (2011), «Хортиця — Острів Святилищ» (2013), «У згонах» (2014), «Закодований час» (2014), "трансМІСІЯ СЛОВА" (2016), "Заворожений острів" (2016), "Лови на Слові" (2017), "Terra grata -- Земля бажана" (2017), "Герої мутного часу" (електронний варіант, 2018), "Людина й Острів" (2018), "Звідкіль на Хортиці дуби?" (2020), "Якби ж! / Отож..." (2021), "Тільки б не вмирала Бабина..." (2021), "Єдиная зброя" (електронний варіант, 2022), "Дев'ять сходинок до світла" (2023), "Це - Україна! Ми - українці!" (2023), "Повернення Дніпра" (2023), "Повернення Дніпра" (2-ге видання, 2024"), "Весняні пакільці" (2024), "Десять книжок, яких неначе у не було..." (2024).

## Нагороди
Нагороди: звання «Золоте перо» за 1976 і 1979 роки (Спілка журналістів), медалі «За розвиток Запорізького краю», «Мистецький Олімп України», «Почесна відзнака» Національної спілки письменників України, Почесна Грамота й медаль Верховної Ради України, лауреат Премії імені Івана Франка ‎ (2003).